# WS007SH
WS007SHはシャープが開発し、ウィルコム向けに供給される携帯情報端末（スマートフォン）、PHS。通称W-ZERO3 [es]（ダブリュ・ゼロスリー・エス）。

## 概要
W-ZERO3シリーズの1つ。WS003SHに対する「大き過ぎる」「通話するのに違和感がある」などの意見を踏まえ、液晶のサイズを2.8インチに抑えると共に通話ダイヤル用テンキーを搭載し、スタイルもより"一般的な携帯電話"に近いモデルとして2006年7月27日に発売された。[es](エス)とは後にラテン語で「イド」と訳された心理学用語で「自我（本能的な欲求）」を意味し、「本能的にほしくなるもの」というメッセージを込めているという。
WS003SH/WS004SHで内蔵されていた無線LAN機能は省かれた一方、SDIOとUSBホスト機能対応に対応しており、様々な拡張が可能となった。SDIOはminiSDタイプのBluetoothカードや無線LANカードなどに対応している。USBホスト機能を使って外部キーボードやリムーバブルディスクなどが使用できるほか、専用オプションのチューナーを接続することでワンセグの視聴も可能。また、通信中着信に対応したほか、非操作時の画面タップやボタン操作を無効化するキーロック機能が独立したスライドスイッチで行うように変更され、扱い易さが向上した。
ソフトウェアは、Adobe Flashに対応したOpera for W-ZERO3やATOK、シャープ製メーラー「W-ZERO3メール」などが新たにプリインストールされ、ダイヤルキーによる文字入力や予測変換などを使って、より携帯電話に近い操作が可能になっている。
2006年11月16日には名刺リーダ機能や、一般の携帯電話のような構成のメニューで操作できるホームメニューを追加したファームウェアがインストールされた“W-ZERO3 [es]” Premium version（WS007SHP）が発売された。なお、従来のW-ZERO3 [es]用に、同等の機能を備えたファームウェアアップデートが公開されている。
2007年6月7日には後継機としてAdvanced／W-ZERO3 [es]（WS011SH）が発表された。

## 沿革
- 2006年7月4日 - W-ZERO3 [es]発表
- 2006年7月27日 - W-ZERO3 [es]発売
- 2006年11月1日 - “W-ZERO3 [es]” Premium version発表
- 2006年11月16日 - “W-ZERO3 [es]” Premium version発売